# Dona Kujacinski
Dona Eve Kujacinski (* 1956 in Offenburg) ist eine deutsche Journalistin und Bestsellerautorin.

## Leben
Dona Kujacinski schrieb für verschiedene Zeitschriften.
Im Februar 2002 erschien beim Droemer Verlag ihre Biografie „Hannelore Kohl – Ihr Leben“, die sie mit Peter Kohl veröffentlichte. Das Buch rangierte wochenlang auf Platz 1 der Spiegel-Bestsellerliste und wurde im März 2013 als Taschenbuch neu aufgelegt. Im April 2006 erschien im Verlag Schwarzkopf & Schwarzkopf ihre Biografie „Horst Wendlandt – Der Mann, der Winnetou & Edgar Wallace, Bud Spencer & Terence Hill, Otto & Loriot ins Kino brachte“.
Im Juli 2011 veröffentlichte die Edition HRS anlässlich des 10. Todestages von Hannelore Kohl den Bildband „Hannelore Kohl – Ein deutsches Leben“. Der Fotojournalist Helmut R. Schulze, die Autorin Dona Kujacinski und Hannelore Kohls Sohn Walter Kohl zeichnen darin den Lebensweg und das Wirken der Politikerfrau auf.
Im November 2014 erschien bei Quadriga ihr Sachbuch „Unser Kind ist tot“, in dem sie Mütter und Väter erzählen lässt, wie es ist, den Schmerz über den Tod ihres Kindes auszuhalten. Das Buch enthält auch die Geschichte von Jenny Böken, Kadettin auf dem Marine-Segelschulschiff „Gorch Fock“. UFA Fiction verfilmte das Schicksal der Offiziersanwärterin. Der Film ist vom Schicksal der Jenny Böken inspiriert, erhebt jedoch nicht den Anspruch, die Geschehnisse authentisch wiederzugeben. Im April 2017 strahlte die ARD das TV-Drama „Tod einer Kadettin“ erstmals aus.
Dona Kujacinski lebt und arbeitet in Berlin.

## Werke
- mit Peter Kohl: Hannelore Kohl. Ein deutsches Leben. Droemer, München 2002, ISBN 978-3-426-27271-8.
- Horst Wendlandt. Der Mann, der Winnetou & Edgar Wallace, Bud Spencer & Terence Hill, Otto & Loriot ins Kino brachte. Eine Biografie. Schwarzkopf und Schwarzkopf, Berlin 2006, ISBN 978-3-89602-690-3.
- mit Helmut R. Schulze, Walter Kohl (Hrsg.): Hannelore Kohl. Ein deutsches Leben. Bildband. Ed. HRS, Heidelberg 2011, ISBN 978-3-9810330-5-2.
- Unser Kind ist tot. Mütter und Väter erzählen von Verlust, Schmerz und Hoffnung. Quadriga, Köln 2014, ISBN 978-3-86995-066-2.